# ماري جين كيلي
ماري جين كيلي (بالإنجليزية: Mary Jane Kelly) (حوالي 1863 - 9 نوفمبر 1888) المعروفه أيضا باسم ماري جانيت كيلي، «معرض إيما»، «الزنجبيل» و «الأسود مريم»، كانت الضحية الأخيرة للسفاح المجهول جاك السفاح الذي قام بقتل وتشويه العديد من النساء في منطقة وايت تشابل في لندن من أواخر شهر أغسطس إلى أوائل نوفمبر تشرين الثاني 1888 وكانت ماري تبلغ حوالي 25 سنة، عاشت حياتها فقيرة حتى وقت وفاتها.

## روابط خارجية
- كتيب: جاك السفاح